# Ventos Krakatoa
Ventos Krakatoa foi um nome dado ao fenômeno meteorológico que ocorre em baixas latitudes, na estratosfera, quando ocorre um fluxo de ventos predominantes do leste. Recebeu este nome após a observação da viagem, na atmosfera terrestre, da poeira resultante da erupção do vulcão Krakatoa, em 1883. Ele é parte de um outro fenômeno meteorológico descoberto na década de 1960, chamado oscilação quase-bienal (ou simplesmente OQB, quasi-biennial oscillation).